# WebRoots Democracy
WebRoots Democracy — британский молодёжный аналитический центр, базирующийся в Лондоне, деятельность которого фокусируется на пересечении технологий и политического участия. Его цель — «модернизировать, укрепить и обеспечить соответствие требованиям будущего» демократию в Соединённом Королевстве. Он проводит исследования по цифровой демократии и выступает за введение онлайн-голосования на выборах.
Нынешний генеральный директор — Арик Чоудхури, который основал WebRoots Democracy в 2014 году в возрасте 21 года, будучи государственным служащим в Министерстве культуры, СМИ и спорта. Организация управляется волонтерами и не является партийной.

## Исследования и публикации
Демократия, продвигаемая WebRoots, имеет пять основных направлений: онлайн-голосование; электронные петиции; заявления о предоставлении рекомендаций избирателям; регулирование социальных сетей; и мониторинг рекомендаций Комиссии спикера по цифровой демократии. У него есть Консультативный совет, состоящий из экспертов из всей технологической индустрии, академических кругов, гражданского общества и политиков, который предоставляет идеи и рекомендации по проводимым исследованиям.
В публикации в марте 2015 года «Вирусное голосование: перспективные выборы в Великобритании с опцией #onlinevoting» рассматривались преимущества онлайн-голосования, проблемы, с которыми сталкиваются при его реализации, и его предполагаемое влияние на явку избирателей и выборы. В отчете подсчитано, что онлайн-голосование может повысить явку избирателей до 9 миллионов, снизить стоимость голосования на треть и позволить избирателям с нарушениями зрения голосовать тайно. Он содержит предисловия депутатов Грэма Аллена  и Хлои Смит, а также генерального секретаря Британского конгресса тред-юнионов Фрэнсис О’Грейди.
Вирусное голосование было упомянуто в ходе дебатов в Палате общин по законопроекту о референдуме в ЕС депутатом от лейбористской партии Джоном МакДоннеллом. Эта идея также цитируется в исследовательской работе Салфордского университета по бюллетеням для забастовки профсоюзов.
В январе 2016 года был опубликован отчет «Безопасное голосование: руководство по безопасному голосованию на выборах». В этом отчете основное внимание уделяется основным проблемам безопасности при проведении онлайн-голосования и методам их преодоления. В отчете содержится призыв к введению онлайн-голосования к всеобщим выборам в Великобритании 2020 года. Он содержит вступительные слова от депутатов, представляющих весь политический спектр: Хлои Смит, Грэма Аллена, Тома Брейка и Ханны Барделл. Кроме того, он содержит вступительное слово спикера Палаты общин Джона Беркоу.
Безопасное голосование широко упоминалось во время парламентских дебатов по законопроекту о профсоюзах 2016 г. Оно также упоминалось в ходе дебатов в Государственной ассамблее Джерси и в технико-экономическом обосновании интернет-голосования, проведенном Избирательной комиссией Молдовы.
В январе 2017 года, в связи с двухлетней годовщиной создания Комиссии спикера по цифровой демократии, была опубликована книга «Демократия 2.0: новое обновление Комиссии по цифровой демократии». В ней излагается ряд рекомендаций, включая создание правительства «Царя цифровой демократии» и введение обязательного политического образования в школах для решения такой проблемы, как «фейковые новости». Она также содержит вступительные слова Эммы Малкуини и Кэт Смит.

## Опросы мнений
WebRoots Democracy провела три опроса YouGov, связанных с онлайн-голосованием. Первые два показали, что большинство поддерживает онлайн-голосование, которое может быть реализовано в качестве варианта на выборах мэра Лондона в 2016 году и на референдуме ЕС 2016 года. Два ведущих кандидата на пост мэра Лондона, Садик Хан и Зак Голдсмит, впоследствии поддержали кампанию по онлайн-голосованию. Садик Хан ранее писал о своей поддержке онлайн-голосования в блоге на веб-сайте WebRoots Democracy, говоря, что пришло «время втянуть нашу демократию в XXI век».
Третий опрос был связан с референдумом ЕС 2016 года. Этот опрос показал, что было бы привлечено дополнительно 1,2 миллиона молодых избирателей, если бы на референдуме была возможность проголосовать онлайн.

## Консультативный совет
В состав аналитического центра входит Консультативный совет из 20 членов, в который входят эксперты из всей технологической индустрии и гражданского общества. В её состав входят телеведущие Рик Эдвардс и Эми Ламе, технологи Эмма Малкуини и Хелен Милнер, а также ученые доктор Питер Керр и профессор Марк Райан.